# Джон Сандфорд
Джон Розуел Кемп (на английски: John Roswell Camp) е американски журналист и писател на бестселъри в жанра трилър, криминален роман, научна фантастика и документалистика. Пише под псевдонима Джон Сандфорд (на английски: John Sandford).

## Биография и творчество
Джон Розуел Кемп е роден на 23 февруари 1944 г. в Сидър Рапидс, Айова, САЩ. Бабите и дядовците му по майчина линия са емигранти от Литва, и израства в техните селски имоти. От малък е запален читател. Завършва Висшата гимназия във Вашингтон през 1962 г. През 1966 г. завършва университета на Айова с бакалавърска степен по американска история и филология. Посещава и курсове по творческо писане. През 1966 г. се жени за Сюзън Лий Джоунс, състудентка от университета. Тя умира от рак на гърдата през 2007 г. Имат две деца – Розуел и Емили.
В периода 1966 – 1968 г. служи в ракетните войски на американската армия като армейски репортер в Корея (включен е в Залата на славата на училището във Форт Мийд). След демобилизацията си, в периода 1968 – 1970 г. е репортер в Кейп Жирардо в едноименния окръг, Мисури. Връща се в университета и през 1971 г. получава магистърска степен по журналистика. След дипломирането си работи в периода 1971 – 1978 г.като репортер на „Маями Хералд“. Там е колега с Карл Хайасън и Една Бюканън, които впоследствие също са писатели на трилъри. В периода 1978 – 1990 г. работи като репортер на „Сейнт Пол Пионер Прес“ в Минеаполис. През 1985 г. печели наградата „Отличена писменост“ на Американското дружество на редакторите на вестници, а през 1986 г. печели награда „Пулицър“ за поредица от 5 статии за кризата в Средния Запад – „Животът на земята: американско земеделско семейство“, която следва типично югозападно земеделско семейство в Минесота през годината след Голямата депресия.
През 1989 г. са издадени първите му два романа. Единият от тях, „The Fool's Run“ (Глупакът бяга) от поредицата „Кид и Люелън“, е публикуван под истинското му име, а другият, „Rules of Prey“ (Правила за жертвите) от поредицата „Жертвите / Лукас Девънпорт“ под псевдонима Джон Сандфорд, под който продължава да публикува впоследствие.
Става много популярен с поредицата „Жертвите“, чийто главен герой, Лукас Девънпорт, е харизматично ченге от Минеаполис с остро чувство за справедливост, което понякога не се притеснява да заобиколи правилата, за да я постигне. Романите му са характерни с богато обрисувани персонажи и неочаквани драматични обрати. Два от романите от поредицата, „Жертви на безумието“ и „Избрана жертва“, са екранизирани в едноименните телевизионни филми.
През 2007 г. е издаден романът му „Dark of the Moon“ (Тъмната страна на Луната) от поредицата „Върджил Флауърс“, в която главеният герой се появява като допълнителен персонаж в поредицата „Жертвите“.
Той е автор и на две документални книги, една за пластичната хирургия и една за изкуството.
През 2012 г. получава награда за цялостно творчество и постижения в областта на трилъра от списание „Странд“.
Освен като писател, той се интересува от археология, като е главен финансов спонсор на археологически проект в долината Бет-Шиан на река Йордан в Израел. Освен това е запален по живописта и фотографията. Той е личен приятел и ловен другар с писателя Чък Логан.
През октомври 2013 г. се жени за журналистката и сценаристка Мишел Кук. Джон Розуел Кемп живее със семейството си в Санта Фе, Ню Мексико, и в провинцията близо до Хейуърд, Уисконсин.

## Произведения

### Самостоятелни романи
- The Night Crew (1997)
- Dead Watch (2006)
- Saturn Run (2015) – със Стейн

### Серия „Кид и Люелън“ (Kidd And LuEllen)
1. The Fool's Run (1989) – като Джон Камп
2. The Empress File (1991) – като Джон Камп
3. The Devil's Code (2000)
4. The Hanged Man's Song (2003)

### Серия „Жертва“ (Prey)
1. Rules of Prey (1989)
2. Shadow Prey (1990)
3. Eyes of Prey (1991)
Очите на жертвата, изд.: ИК „Хермес“, Пловдив (2001), прев. Огнян Алтънчев
4. Silent Prey (1992)
Мълчанието на жертвите, изд. „Одисей“ (1997), прев. Юлиана Цалева
5. Winter Prey (1993) – издаден и като „The Iceman“
Вледенени жертви, изд. „Одисей“ (1998), прев. Юлиана Цалева
6. Night Prey (1994)
7. Mind Prey (1995)
Жертви на безумието, изд. „Одисей“ (1999), прев. Анна Арнаудова
8. Sudden Prey (1996)
9. Secret Prey (1998)
10. Certain Prey (1999)
11. Easy Prey (2000)
Лесна жертва, изд.: ИК „Хермес“, Пловдив (2002), прев. Огнян Алтънчев
12. Chosen Prey (2001)
Избрана жертва, изд.: ИК „Хермес“, Пловдив (2004), прев. Дори Габровска
13. Mortal Prey (2002)
14. Naked Prey (2003)
15. Hidden Prey (2004)
16. Broken Prey (2005)
17. Invisible Prey (2007)
18. Phantom Prey (2008)
19. Wicked Prey (2009)
20. Storm Prey (2010)
21. Buried Prey (2011)
Заровени жертви, изд.: ИК „Колибри“, София (2018), прев. Деян Кючуков
22. Stolen Prey (2012)
23. Silken Prey (2013)
24. Field of Prey (2014)
25. Rhymes with Prey (2014) – с Джефри Дивър
26. Gathering Prey (2015)
27. Extreme Prey (2016)
28. Golden Prey (2017)
29. Twisted Prey (2018)
30. Neon Prey (2019)
31. Masked Prey (2020)

### Серия „Върджил Флауърс“ (Virgil Flowers)
1. Dark of the Moon (2007)
2. Heat Lightning (2008)
3. Rough Country (2009)
4. Bad Blood (2010)
5. Shock Wave (2011)
6. Mad River (2012)
7. Storm Front (2013)
8. Deadline (2014)
9. Escape Clause (2016)
10. Deep Freeze (2017)
11. Holy Ghost (2018)
12. Bloody Genius (2019)

### Серия „Единична заплаха“ (Singular Menace) – с Мишел Кук
1. Uncaged (2014)
2. Outrage (2015)
3. Rampage (2016)

### Новели
- Rhymes with Prey (2014) – с Джефри Дивър, новела от серията „Линкълн Райм и Амелия Сакс“
- Deserves to be Dead (2018) – с Лиза Джаксън

### Разкази
- „Нощен пламък“ в „Двубои“ – сборник с разкази, изд.: ИК „Бард“, София (2018), прев. Крум Бъчваров

### Документалистика
- The Eye and the Heart: The Watercolors of John Stuart Ingle (1988) – като Джон Камп
- Plastic Surgery: the Kindest Cut (1989) – като Джон Камп

### Екранизации
- 1999 Жертва на безумие, Mind Prey – с Ерик Ла Сал, Тайтъс Уеливър, Шийла Кели
- 2011 Избрана жертва, Certain Prey – с Марк Хармън, Лола Глаудини, Татяна Маслани